# Ерехович, Пётр Александрович
Пётр Александрович Ерехович (3 июня 1866 — не ранее 1933) — русский военачальник, генерал-майор (1913).

## Биография
Родился в 1866 году в семье православного исповедания. Окончил сперва Псковский кадетский корпус, а затем 2-е военное Константиновское училище. Подпоручик (1885) Лейб-гвардии Резервного пехотного полка. Продолжая службу в том же полку, постепенно повышался в звании. Полковник (1903).
Во время Русско-японской войны служил командиром Санитарного поезда. В 1908 году возглавил 2-й Кронштадтский крепостной пехотный полк, в 1910 году — 200-й пехотный Кроншлотский полк. В 1913 году был назначен начальник управления Собственным Его Величества дворцом (одновременно с генерал-майором С. С. Озеровым), и в том же году был произведён в генерал-майоры.
Генерал Ерехович входил в ближайший круг общения вдовствующей императрицы Марии Фёдоровны, вдовы императоры Александра III. Санитарный поезд, которым он командовал в Русско-японскую войну, был создан на личные средства вдовствующей императрицы. «Собственным его величества дворцом» именовался Аничков дворец, в котором в те годы проживала Мария Фёдоровна. 
В годы Гражданской войны отчаянно нуждался и поступил на службу к большевикам, однако согласился занять лишь сугубо тыловую должность в губернском военном комиссариате. После окончания Гражданской войны, не сумев уехать из России, проживал в Ленинграде, работал конторским служащим на железной дороге. Никакой политической или общественной деятельностью в то время не занимался, однако, в 1928 году, в преддверии дела «Весна», направленного против «военспецов» — генералов и офицеров старой армии, служивших в РККА, был арестован ОГПУ и приговорен к десяти годам трудовых лагерей. В 1933 году, отбыв половину срока, был освобождён в связи с полностью расстроенным здоровьем (Ереховичу в то время было около 67 лет) и, вероятно, вскоре после этого скончался, так как в годы Большого террора не «привлекался» повторно.
Сын, Николай Петрович Ерехович, родившийся в 1913 году, учился на восточном факультете Ленинградского университета. Изучил ассирийский, древнеегипетский и древнееврейский языки, научился читать ассирийские клинописные таблички и египетские иероглифы; параллельно с этим интересовался биологией и генетикой; рассматривался руководством университета, как перспективный историк-востоковед. В 1938 году арестован, приговорён к пяти годам трудовых лагерей. На время Великой Отечественной войны, наряду со многими другими, задержан в лагере после конца срока заключения «до особо распоряжения». Скончался в заключении.

## Старшие награды генерала Ереховича
Российские
- Орден Святого Станислава 2-й степени (1898)
- Орден Святой Анны 2-й степени (1901)
- Орден Святого Владимира 4-й степени (1904)
- Орден Святого Владимира 3-й степени с мечами и бантом (1906)
- Орден Святого Станислава 1-й степени (1915)

Иностранные
- Офицер ордена Почётного легиона ( Франция)
- Орден Восходящего солнца 5-й степени ( Япония)
- Орден Короны Румынии 4-й степени (Королевство Румыния)
- Орден Святого Александра 4-й степени (Царство Болгария)
- Орден Золотой звезды (Бухарский эмират)